# Goodenia hirsuta
Goodenia hirsuta är en tvåhjärtbladig växtart som beskrevs av Ferdinand von Mueller. Goodenia hirsuta ingår i släktet Goodenia och familjen Goodeniaceae. Inga underarter finns listade i Catalogue of Life.